# Carnsore Point

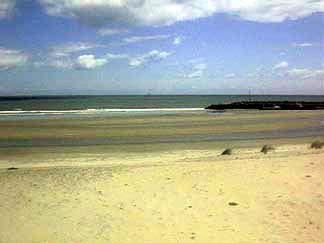
Carnsore Point

Carnsore Point (irl. Carn tSóir, gael. An Carn) – przylądek w południowo-wschodniej Irlandii, na wyspie o tej samej nazwie, nad Kanałem Świętego Jerzego. Na przylądku znajduje się elektrownia wiatrowa, otwarta w 2003 roku.